# MDM MDM-1 Fox
Dimensions
Le MDM MDM-1 Fox est un planeur biplace de voltige construit par Margański & Myslowski en matériaux composites avec train fixe et un empennage cruciforme.

## Historique

### Prototype
Il est le dérivé du Swift conçu et produit par le même constructeur. Le travail de conception sur ce projet démarra en novembre 1992. L'abréviation MDM vient de l'équipe de production Margański - Dunowski - Makula. le pilote, champion du monde de voltige, intervint donc dans sa conception.
À sa sortie, il s'agissait du seul planeur biplace de voltige. Le premier vol du prototype eut lieu le 9 juillet 1993. Il dispose de 2 roues fixes ce qui affecte son aérodynamique par rapport au Swift. Ses ailes étaient très proches de celles du Swift ce qui le limitait à une vitesse maximale de 250 km/h et de facteurs de charge de +7 à -5g même en cas de vol solo. L'espace du cockpit était assez restreint surtout le siège arrière. Un mois après le premier vol, Jerzy "Jurek" Makula, obtint son 5è titre de Champion du Monde de Voltige sur le prototype à Venlo (Pays-Bas).

### Version de Série
Sur la version de série, les ailes furent renforcées et l'avant du fuselage rallongé permettant de configurer un cockpit plus spacieux. Le Fox est un planeur capable de nombreuses acrobaties et mais n'est pas un planeur pour novices à cause de ses caractéristiques de décrochage. Celles-ci obligent le pilote à être très expérimenté et à voler à une altitude permettant de décrocher en sécurité. Plusieurs accidents graves eurent lieu avec au moins sept décès à la suite de manœuvres non suffisamment contrôlées. L'association suisse de voltige en planeur (SAGA) estime que pour voler en solo sur ce planeur, cela nécessite une expérience d'environ 150h de vol plus la formation aux instructions de vol en situation limite .
Pour ses caractéristiques de vol, le MDM-1 Fox avec ses déflecteurs au maximum, a un angle d'attaque très large et la récupération n'est possible qu'après plusieurs rotations, ce qui entraîne forcément une perte élevée d'altitude. Toutes les figures impliquant un décrochage (tonneaux déclenchés, vrilles, décrochage en virage) doivent être faites en altitude.
Parmi les meetings aériens auxquels le MDM-1 Fox a participé figurent :

le Meeting aérien des Étoiles et des Ailes à l'aéroport de Toulouse-Francazal en septembre 2016

le Meeting aérien Airfield-festival de Wolfsberg (Autriche) où il y eut un décès à son bord
La production a été arrêtée en 2005, mais a repris en 2011.

### Version MDM-1 Fox P
Il existe une version nommée MDM-1 Fox P qui a la particularité d'avoir des rallonges d'ailes interchangeables qui portent l'envergure à 16,15 m. Dans cette configuration, le planeur ne peut faire faire que des figures basiques.

## Produits dérivés
Le MDM-1 Fox fut un tel succès que des modèles réduits furent même produits par de nombreux constructeurs, dont Modellbau Bruckmann en Autriche (à l'échelle 1:2.5), Modellbau Gritsch en Autriche (aux échelles1:3,5 et 1:2,8), Modelltech en Suisse (à l'échelle 1:4), Tomahawk en Chine (aux échelles 1:4 et 1:3), par MHM-Marc Hauss à Haguenau (à l'échelle 1:2).